# سیارک ۱۵۶۹۳۹
سیارک ۱۵۶۹۳۹ (به انگلیسی: 156939 Odegard، نامگذاری:2003FB120)۱۵۶۹۳۹مین سیارک کشف شده‌است که در ۲۴ مارس ۲۰۰۳ کشف شد.